# Вилхелм фон Бранденбург-Ансбах
Вилхелм фон Бранденбург-Ансбах (на немски: Wilhelm von Brandenburg-Ansbach; * 30 юни 1498 в Ансбах; † 4 февруари 1563 в Рига) е от 1539 до 1561 г. последният архиепископ на Рига. Той принадлежи към бранденбургската линия на Хоенцолерните.
Той е шестият син на маркграф Фридрих II фон Бранденбург-Ансбах-Кулмбах (1460–1536) и съпругата му принцеса София Ягелонка (1464–1512), дъщеря на крал Кажимеж IV от Полша.
От 1516 г. той следва в университета в Инголщат. През 1539 г. е избран за архиепископ на Рига. Съветът на град Рига озказва обаче да го чества и да му предаде собственостите на капитела. През 1546 г. съветът на Рига го признава с договор от Нойермюлен. След една година Вилхелм може тържествено да пристигне в Рига.
През 1561 г. Рига става свободен имперски град. Вилхелм абдикира и са му оставени княжеския ранг и два двореца. Той умира през 1563 г. в епископския двор на Рига и е погребан в катедралата на Рига.